# Moraleja de las Panaderas
Moraleja de las Panaderas – gmina w Hiszpanii, w prowincji Valladolid, w Kastylii i León, o powierzchni 15,3 km². W 2011 roku gmina liczyła 42 mieszkańców.